# Rua Bernardino Monteiro, 16
O Edifício na Rua Bernardino Monteiro nº 16, em Santa Leopoldina, é um bem cultural tombado pelo Conselho Estadual de Cultura do Espírito Santo, inscrição no Livro do Tombo Histórico sob o nº 32 a 68, folhas 4v a 7v. A casa está localizada atualmente na mesma rua, no número 171.

## Importância
No livro "Arquitetura: Patrimônio Cultural do Espírito Santo", publicado pela Secretaria de Cultura do Espírito Santo em 2009,  o edifício é descrito como deslocado do centro de Santa Leopoldina, estando num lote em frente ao rio Santa Maria da Vitória. Essa posição, diz o livro, dá-lhe destaque na paisagem urbana. Sua antiguidade é confirmada pelos materiais utilizados, especialmente madeira como material de arremate dos vãos de porta e janela. Sua descrição é: "Com exceção da fachada da rua Bernardino Monteiro, a residência, posicionada de forma isolada em lote estreito, profundo e de topografia irregular, desenvolve-se em um pavimento sobre porão habitável disposto na fachada voltada para o rio. Originalmente um volume regular com telhado delineado por dois planos de água cobertos com telha-francesa de barro, ao edifício é acrescida uma larga varanda coberta por telhas de fibrocimento em duas de suas fachadas. Apoiada sobre laje pré-moldada de concreto e lajota cerâmica, a acrescida varanda está fechada por guarda-corpo em ferro, o mesmo que protege a escada de acesso. Essa, em posição central em relação à fachada frontal, liga- se ao portão de entrada, posicionado no vértice do lote. Erguido no início do século XX, o imóvel, um um edifício urbano isolado, possui valor patrimonial enquanto testemunho histórico do desenvolvimento urbano da cidade e elemento referencial na paisagem de Santa Leopoldina".

## Tombamento
O edifício foi objeto de um tombamento de patrimônio cultural pelo Conselho Estadual de Cultura, de número 05, em 30 de julho de 1983, Inscr. nº 32 a 68, folhas 4v a 7v. O processo de tombamento inclui quase quarenta imóveis históricos de Santa Leopoldina. No ato de tombamento, é listado como proprietário Eduardo Herzog.
O tombamento desse edifício e outros bens culturais de Santa Leopoldina foi principalmente decorrente da resolução número 01 de 1983, em que foram aprovadas normas sobre o tombamento de bens de domínio privado, pertencentes a pessoas naturais ou jurídicas, inclusive ordens ou instituições religiosas, e de domínio público, pertencentes ao Estado e Municípios, no Espírito Santo. Nessa norma foi estabelecido que, entre outros pontos:
- "O tombamento de bens se inicia por deliberação do CEC “ex-offício”, ou por provocação do proprietário ou de qualquer pessoa, natural ou jurídica, e será precedido, obrigatoriamente, de processo", ponto 3;
- "Em se tratando de bem(s) pertencente(s) a particular(es), cujo tombamento tenha caráter compulsório, e aprovado o tombamento, o Presidente do CEC expedirá a notificação de que trata o artigo 5°. I do Decreto n° 636-N, de 28.02.75, ao interessado que terá o prazo de 15(quinze) dias, a contar do seu recebimento, para anuir ou impugnar o tombamento", ponto 12.[3]

As resoluções tiveram como motivador a preservação histórico-cultural de Santa Leopoldina contra a especulação imobiliária, que levou à destruição de bens culturais à época.